# Vande mataram
Vande Mataram (Devanagari: वन्दे मातरम्, bengali : বন্দে মাতরম্), ou Bande Mataram, est un poème écrit par Bankim Chandra Chattopadhyay dans les années 1870, et publié dans son roman historique Anandamath.
Ses deux premiers vers ont été choisis comme « chant national » par le Congrès national indien en octobre 1937, puis adoptés de façon officielle par l'Assemblée constituante de l'Inde en 1950. Ce chant n'est toutefois pas reconnu comme un hymne par la Constitution de l'Inde de , qui ne le mentionne pas, contrairement à Jana Gana Mana qui est l'hymne officiel du pays.
Le poème était devenu progressivement un symbole du mouvement pour l'indépendance de l'Inde, à partir de son utilisation par Rabindranath Tagore en 1896, au point que le chant a été censuré par les autorités du Raj britannique jusqu'à l'indépendance de l'Inde en 1947.
Le poème a été mis en musique par Jadunath Bhattacharya peu après sa publication. Hemant Kumar a ensuite proposé une nouvelle composition pour le film Anand Math (en) en 1952. 